# 国立成功大学
国立成功大学（こくりつせいこうだいがく、英語: National Cheng Kung University、公用語表記: 國立成功大學）は、台湾台南市東区大学路1号に本部を置く台湾の国立大学。1931年創立、1956年大学設置。大学の略称は成大、NCKU。
日本統治時代に台南高等工業学校として開校。台湾総合大学システム（台湾版パブリック・アイビー）構成校。

## 概観

### 大学全体
国立成功大学は1931年に創設された国立総合大学であり、台湾中南部で最難関大学として知られ、指定国立研究大学6校の一つである。。2006年、教育省が発表した「トップ大学計画」に選定され17億元の補助を獲得、国際化を目標とした重点大学に指定されている。また管理学部AACSB認証を受けている。
著名な出身者にはノーベル物理学賞受賞者であるサミュエル・ティン、 第8代総統の頼清徳、第26代行政院長（首相に相当する）の毛治国、世界的な著名な建築家の李祖原とエッセイストの龍應台。
日本台湾交流協会は成功大学を台湾の7名門大学の1校に紹介した。

## キャンパス
- 校本部

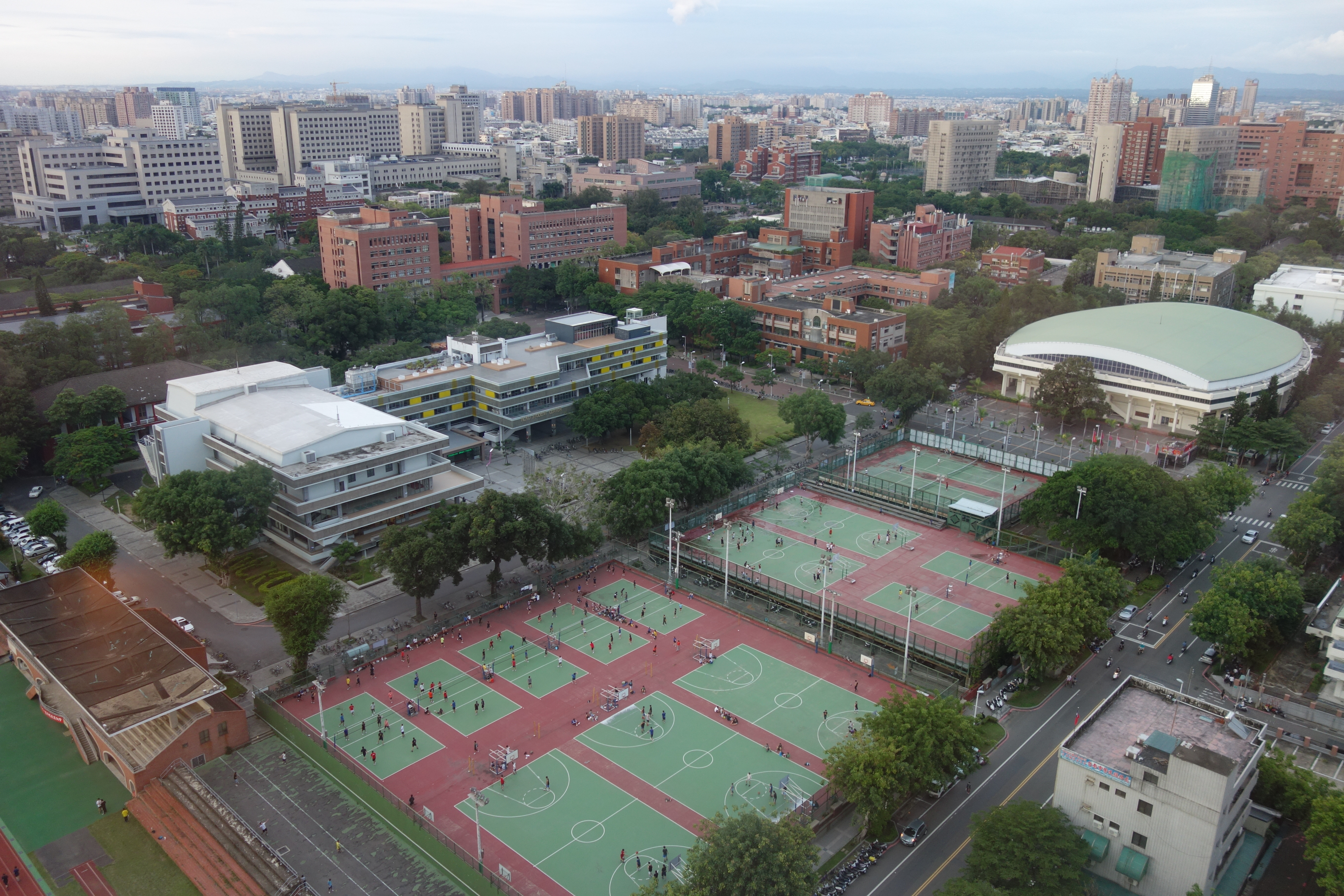
光復キャンパス

  - 光復キャンパス（文、管理、計画・デザイン学部）
  - 成功キャンパス（理、工、バイオテクノロジー、電機情報学部）
  - 勝利キャンパス
  - 自強キャンパス
  - 成杏キャンパス（医学部、附属病院）
  - 力行キャンパス（社会科学部、附属病院）
  - 敬業キャンパス
  - 東寧キャンパス
- 安南キャンパス
- 帰仁キャンパス
- 斗六キャンパス（雲林県）

### アクセス
- 台南駅東口（後站）付近に位置し、光復キャンパスから徙歩1分である。

## 沿革
| 年     | 月日 | 事跡                                                                                            |
| ------ | ---- | ----------------------------------------------------------------------------------------------- |
| 1931年 | -    | 「台南高等工業学校」として台湾総督府により開校 専攻は機械工学科、電気工学科、応用科学科であった |
| 1942年 | -    | 「台南工業専門学校」と改称                                                                      |
| 1946年 | 3月  | 「台湾省立台南工業専科学校」と改称                                                              |
| 1946年 | 10月 | 「台湾省立工学院」と改編                                                                        |
| 1956年 | -    | 「台湾省立成功大学」と改編                                                                      |
| 1971年 | -    | 「国立成功大学」と改称                                                                          |

## 校歌
戴曾錫／詞　蕭而化／曲

延平拓土興邦地 百年孕育 教化宏揚
学府臨滄波浩瀚 雍容絃誦 桃李芬芳
遍東南神明遺冑 重洋負笈 來集斯堂
瞻望河山三万里 腥羶未滌 仇恥毋忘
莫辜負英年歳月 履先民遺跡 文物重光

## 組織
文学部
- 中国文学科
- 外国語文学科
- 歴史学科
- 芸術研究科
- 台湾文学科
- 言語センター

理学部　
- 数学科
- 物理学科
- 化学科
- 地球科学科
- 光電科学技術研究科
- 国家理論科学研究センター

バイオテクノロジー学部
- 生命科学科
- 生物科技研究科
- 生物多様性研究科

工学部
- 海洋工学研究科
- 機械工学学科
- 化学工学学科
- 資源工学学科
- 材料科学技工学学科
- 土木工学学科
- 水利及海洋工学学科
- 工程科學系
- 系統及船舶機電工程學系
- 航空宇宙工学科
- 民間航空研究科
- 環境工学科
- 測量及空間情報学科
- 医療工学研究科
- ナノテクノロジーシステム工学研究科

電機情報学部
- 電機工学科
- 情報工学科
- 製造技術研究科
- 微電子技術研究科
- コンピューター通信技術研究科
- 医療情報研究科

規画と設計学部
- 建築学科
- 都市計画学科
- 工業デザイン学科
- 創意産業デザイン研究科

管理学部
- 工業情報管理学科
- 交通管理学科
- 企業管理学科
- 統計学科
- 会計学科
- 国際企業研究科
- 情報管理研究科
- 財務金融研究科
- 電信管理研究科
- 高階管理修士社会人コース(EMBA)
- 國際管理修士社会人コースIMBA)
- スポーツ健康レジャー研究科

医学部
- 医学科
- 看護学科
- 医学検査生物技術学科
- 物理治療学科
- 職能治療学科
- 臨床薬学研究科
- 基礎医学研究科
- 行動医学研究科
- 分子医学研究科
- 臨床医学研究科
- 口腔医学研究科
- 健康看護科学研究科
- 薬学生物テクノロジー研究科
- 動物センター
- 視聴メディア製作センター

社会科学部
- 政治学科
- 経済学科
- 政治経済学研究科
- 法律学科
- 教育研究科
- 認知科学研究科
- アジア太平洋研究センター

## 附属機関
- 国立成功大学医学部附属病院
- 附属台南工業高等学校（元国立台南高級工業職業学校） - 台南市永康区

## 教員

### 歴代学長
| 区分              | 代         | 氏名     | 任期   |
| ----------------- | ---------- | -------- | ------ |
| 高等工業          | 初代       | 若槻道隆 | 1931年 |
| 高等工業 工業専門 | 第2代      | 佐久間巖 | 1941年 |
| 工業専門          | 代理       | 末光俊介 | 1944年 |
| 工業専門          | 第3代      | 甲斐三郎 | 1944年 |
| 工業専科 工学院   | 初代       | 王石安   | 1946年 |
| 工学院 成功大学   | 第2代 初代 | 秦大鈞   | 1952年 |
| 成功大学          | 第2代      | 閻振興   | 1957年 |
| 成功大学          | 第3代      | 羅雲平   | 1965年 |
| 成功大学          | 第4代      | 倪超     | 1971年 |
| 成功大学          | 第5代      | 王唯農   | 1978年 |
| 成功大学          | 第6代      | 夏漢民   | 1980年 |
| 成功大学          | 第7代      | 馬哲儒   | 1988年 |
| 成功大学          | 第8代      | 呉京     | 1994年 |
| 成功大学          | 代理       | 黄定加   | 1996年 |
| 成功大学          | 第9代      | 翁政義   | 1996年 |
| 成功大学          | 代理       | 翁鴻山   | 2000年 |
| 成功大学          | 第10代     | 高強     | 2001年 |
| 成功大学          | 第11代     | 頼明詔   | 2007年 |
| 成功大学          | 第12代     | 黃煌煇   | 2011年 |
| 成功大学          | 第13代     | 蘇慧貞   | 2015年 |
| 成功大学          | 第14代     | 沈孟儒   | 2023年 |

## スポーツ・サークル・伝統
| | |
| - 写作協会成大支部 - 弁論部 - 航空部 - 東方哲学研究部 - 中工会学生分会 - 天文部 - 宗教哲学研究部 - 国際経済商業管理学生会 - 証券投資研究部 - 大学原理研究部 - 自動車研究部 - 信望愛会 - 心理研究部 - 手話部 - 伝統医学研究会 - 放送部 - 成大青年部 - 光塩唱詩部 - 野鳥部 - コンピューター愛好会 - 禅学部 - 鉄道研究部 - 蘭亭詩社 - ファンタジー部 - 健康ヨガ部 - 済命学部 - 電子ビジネス研究部 - 法輪功研究部 - 青年リーダー育成会 - 成大客家部 - 成大グルメ研究部 - 美術研究部 - 中国青年撮影協会成大支部 - オーディオビジュアル研究社 - アニメーション部 - 園芸部 - 橋藝社 Bridge Club - 雑誌研究会 - マンガ研究部 - 陶芸部 - 映画部 - 中国結社 - 飲品芸術研究部 - 英語研究部 - 軍事研究部 - 孝諦仏教部 - ロック研究部 - グローバル問題研究部 - 中華民国環境工学学会成大支部 - 国際英語弁論部 - 現代演劇部 - 中国劇研究部 - 中国音楽研究部 - 合唱団 - ギター部 - ダンス研究部 - ハーモニカ部 - 管弦楽部 - フォークダンス部 - 流行音楽部 - 囲碁部 - 将棋部 - 国際マナー研究部 - 手品部 - 流行ダンス研習 - ピアノ部 | - ボーイスカウト部 - 慈幼社 - 成大学生奉仕団 - 成大学生救護団 - 社会奉仕団 - 康楽リーダー育成部 - 成大医療奉仕団 - 真善美会 - 慈濟青年社 - 携手社 - 崇徳青年社 - 伝愛社 - 龍騰人群奉仕団 - 成大ライフセーバー協会 - パワーリフティング部 - カンフー研究部 - 跆拳道部 - 空手部 - 剣道部 - 柔道部 - 太極拳研究部 - ローラースケート部 - 合気道部 - 水泳部 - テニス部 - 卓球部 - 騎射協会 - 登山部 - ボウリング部 - ビリヤード部 - 八極拳部 - 成大サッカー協会 - ゴルフ部 - チアリーダー部 - 李小龍功夫研究部 - 成大自転車部 - 成大武術部 - 華僑学生会 - 聯合中学校友会 - 夜間部校友会 - 附中山校友会 - 成大成功高中景美女中聯合校友会 - 成大南友会 - 成大彰友会 - 道明校友会 - 成大雄友会 - 成大中友会 |

## 主な出身者

### 学術
- 陳恵発 : 中央研究院院士
- 林耕華 : 中央研究院院士
- 朱兆凡 : 中央研究院院士
- 丁肇中 : 中央研究院院士、ノーベル物理学賞受賞者

### 政治
- 呉伯雄 : 中国国民党主席、前内政部長、前総統府秘書長
- 頼清徳 : 前台南市長、前行政院院長、副総統
- 毛治国 : 元行政院院長
- 張祖恩 : 元行政院環境保護署署長、国立成功大学環境工学科教授
- 欧晋徳 : 前台北市副市長
- 閻振興 : 前教育部長
- 羅雲平 : 前教育部長
- 王建瑄 : 前財政部長
- 蔡兆陽 : 前交通部長
- 李鴻源 : 前內政部長
- 蘇南成 : 国策顧問、前台南及び高雄市長
- 頼士葆 : 立法委員
- 郭瑤琪 : 前交通部長
- 林信義 : 総統府資政、工業技術研究院董事長、前行政院副院長
- 秦儷舫 : 台北市議員

### 教育
- 呉京 : 前教育部長、中央研究院院士
- 張俊彦 :国立交通大学学長、中央研究院院士
- 朱経武 : 香港科技大学学長、中央研究院院士
- 高強 : 国立成功大学学長
- 劉炯朗 :国立清華大学学長
- 顔聡 : 国立中興大学学長
- 熊慎幹 : 中原大学学長
- 傅勝利 : 義守大学学長
- 劉水深 : 大葉大学学長
- 馬遜 : 華梵大学学長
- 張信雄 : 南台科技大学学長
- 王昭雄 : 嘉南薬理大学学長
- 林寿宏 : 中華医事技術学院院長
- 劉伯男 : 永達技術学院院長
- 陳金雄 : 樹人医護管理専科学校校長
- 張鍾濬 : ニューヨーク科学技術大学学長
- 張蘊礼 : ハワイ大学分校校長
- 王乃三 : 中台医護技術学院院長
- 沈清良 : 国立台南護理専科学校校長
- 邱明源 : 東方技術学院院長
- 方国権 : 弘光技術学院院長
- 金重勲 : 聯合技術学院院長
- 黄世欽 : 南開技術学院院長
- 楊濬中 : 朝陽科技大学学長
- 陳振貴 : 嶺東技術学院院長(嶺東科技大学に改称)
- 葉純甫 : 台湾台中市の中国医薬学院院長(中国医薬大学に改称)
- 蘇昭旭 : 学者、大学教員、作家、鉄道研究家。成功大学交通管理学科博士課程修了。

### 経財界
- 鄭崇華 : 台達電董事長
- 魏幸雄 : 中華航空董事長
- 江耀宗 : 前中国鋼鉄董事長
- 劉維琪 : 国票金控董事長
- 沈英銓 : 福特六和汽車総裁
- 張瑞欽 : 華立集団総裁
- 呉新發 : 裕隆日産汽車総経理
- 黄文成 : 中華汽車総経理
- 江博文 : 宏碁通路事業群総経理
- 林棟樑 : 福特六和製造副総経理
- 羅智先 : 統一企業執行副総経理

### 芸術界
- 李祖原 - 建築家、画家。本大学建築系教授。

## 台湾総合大学系統（TCUS）
Taiwan Comprehensive University System：
- 国立成功大学（工学と医学の有名校）
- 国立中山大学（海洋学と社会科学の有名校）
- 国立中興大学（農学の有名校）
- 国立中正大学（法学とスポーツ科学の有名校）